# Еско Аго
Е́ско Та́пані А́го (фін. Esko Tapani Aho; *20 травня 1954, комуна Ветелі, Фінляндія) — фінський політик, прем'єр-міністр Фінляндії (від 26 квітня 1991 до 13 квітня 1995).
Член ради директорів компанії Nokia.

## Біографія
Народився у центральній Фінляндії. Освіту здобув у Гельсінському університеті.
У 36 років став головою уряду Фінляндії — наймолодшим в історії країни.
2000 брав участь у виборах президента Фінляндії, але поступився Тар'ї Галонен. Після цього залишає велику політику, ставши одним із впливових членів ради директорів компанії Нокіа.